# Rio Camopi

Curso do rio Camopi

O rio Camopi é um rio na Guiana Francesa com 244 quilômetros de extensão. Nasce no sul do país, fluindo para o nordeste até chegar ao rio Oiapoque, na cidade de Camopi, na fronteira com o Brasil.

## História
No ano de 1729, a existência de florestas de cacau silvestres é mencionada pelos exploradores do sul da Guiana Francesa, mas não se sabia o local específico, restringindo-se então às margens dos afluentes do Oiapoque, fronteira atual entre a Guiana Francesa e Brasil .